# Zezé Di Camargo & Luciano (álbum de 1991)
Zezé Di Camargo & Luciano é o álbum de estreia da dupla brasileira de música sertaneja Zezé Di Camargo & Luciano. Foi lançado em 1991 pela gravadora Copacabana. O álbum vendeu 1.900.000 cópias, sendo certificado com disco de diamante pela ABPD, consagrando a dupla com o sucesso "É o Amor" composição de Zezé Di Camargo.

## Lista de faixas
| N.º            | Título                                       | Compositor(es)                                     | Duração |  |
| 1.             | "É o Amor"                                   | Zezé Di Camargo                                    | 3:23    |  |
| 2.             | "Entre Ele e Eu"                             | Joel Marques                                       | 3:12    |  |
| 3.             | "Rédeas do Possante"                         | Jotha Luis Antônio Luiz                            | 3:49    |  |
| 4.             | "Deus"                                       | Di Camargo José Fernandes                          | 3:44    |  |
| 5.             | "A Estrela Só"                               | Mont'Alve J. A. Longo Sant'Anna                    | 3:47    |  |
| 6.             | "Pouco a Pouco"                              | Jorge Gambier                                      | 3:29    |  |
| 7.             | "Águas Passadas" (part. Fafá de Belém)       | Paulo Debétio Paulinho Rezende                     | 4:55    |  |
| 8.             | "Eu Te Amo (And I Love Her)"                 | John Lennon Paul McCartney Roberto Carlos (versão) | 2:56    |  |
| 9.             | "Quem Sou Eu Sem Ela"                        | Zezé Di Camargo                                    | 3:24    |  |
| 10.            | "Pra Desbotar a Saudade" (part. Fátima Leão) | Fátima Leão                                        | 3:34    |  |
| 11.            | "Em Mim Só Dá Você"                          | Leão José Ricardo Correia                          | 3:40    |  |
| 12.            | "Quem Sabe de Mim Sou Eu"                    | Di Camargo Leão                                    | 3:19    |  |
| Duração total: | Duração total:                               | Duração total:                                     | 45:21   |  |

Faixas excluídas
- "Onde Foi Que Eu Errei"
- "A Última Vez"

Notas
Curiosidade: Em entrevista ao canal do "piunti", o Compositor Antonio Luiz, da música "Rédeas do Possante", estima ter recebido, à época, cerca de 4 milhões de cruzeiros, pelos direitos autorais da música, o que confirma a grande vendagem desse LP/K7
- A faixa "Eu Te Amo" foi tema da novela Perigosas Peruas, da Rede Globo.

## Certificações
| Brasil (ABPD) | Diamante | 1991 | 1.900.000 |  |  |  |  |  |  |  |  |  |  |  |
|               |          |      |           |  |  |  |  |  |  |  |  |  |  |  |